# Omer Vermandele

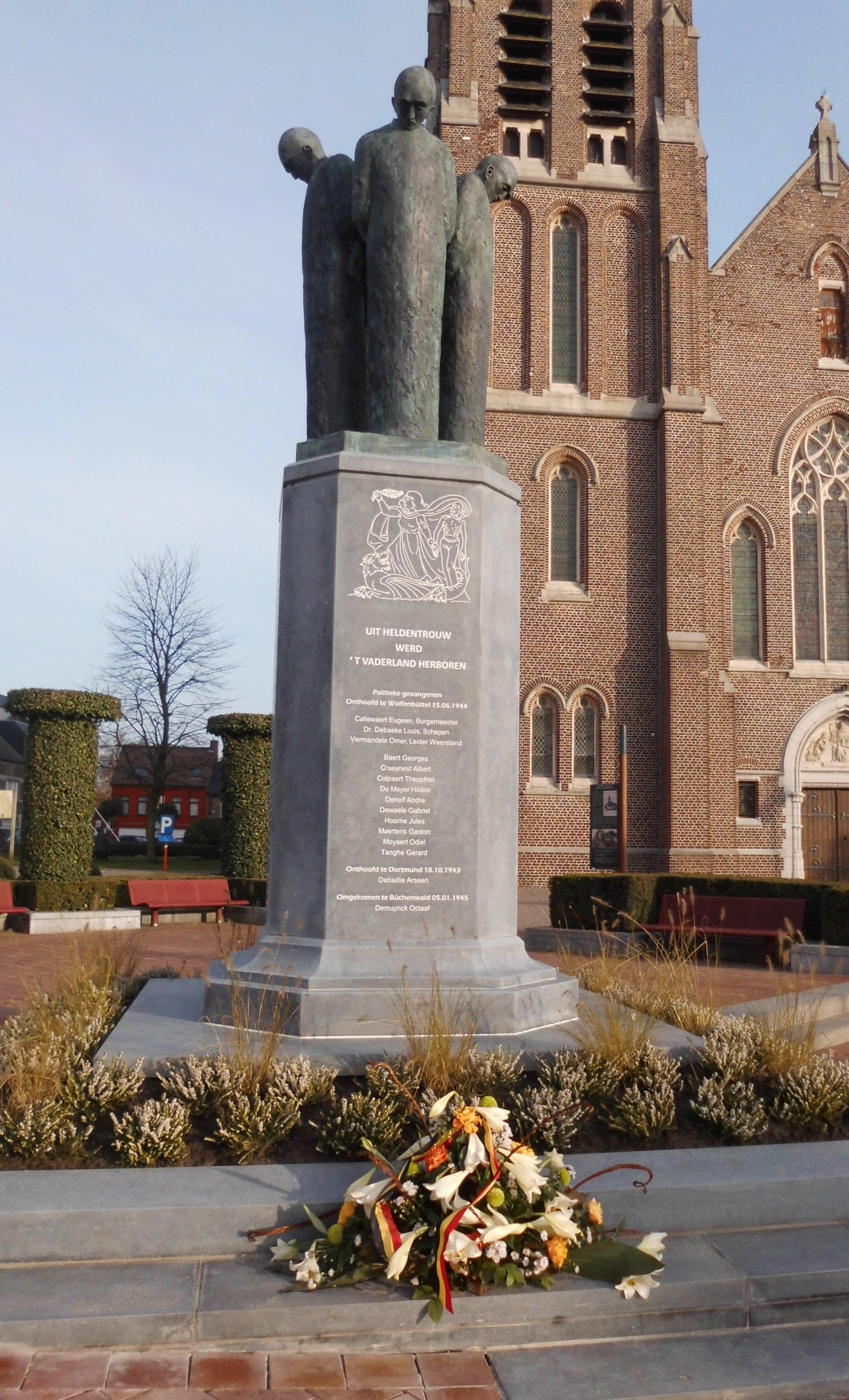
Vredesmonument Lichtervelde, met daarop de naam van Omer Vermandele

Omer Vermandele (Lichtervelde, 6 oktober 1895 – Wolfenbüttel, 15 juni 1944) was een Belgische bankbediende en verzetsleider tijdens de Tweede Wereldoorlog.

## Biografie
Vermandele is geboren in Lichtervelde. Hij was bankagent bij de Bank van Brussel (opgegaan in ING) en kantoorverantwoordelijke te Lichtervelde. 
Zowel tijdens de Eerste Wereldoorlog als tijdens de Tweede Wereldoorlog deed hij verzetswerk.
In 1941 werd hij verzetslid in Lichtervelde. In 1942 werden, na infiltratie door de Gestapo, veel verzetsmensen door de Duitsers opgepakt. Aanvankelijk zijn ze vastgezet in Roeselare, Brugge en later in Gent. In de Gentse gevangenis de Nieuwe Wandeling was een aparte vleugel voor Duitse arrestanten. Het gevangenispersoneel heeft er de handen vrij. Opalt, Opitz en Opdebeek slaan Omer Vermandeles rug zwart en blauw. Vermandele kan niet stappen. Ze dragen hem zijn cel in. In 1943 werd hij als Nacht und Nebel-gevangene naar Duitsland getransporteerd. Na een korte periode in Bochum werden ze overgebracht naar Kamp Esterwegen. In februari 1944 vond een proces plaats voor het Volksgerichtshof, waarbij allen ter dood werden veroordeeld. Hun gratieverzoek werd afgewezen. Op de avond van 15 juni 1944 werden 13 Lichteveldenaren in Wolfenbüttel onthoofd, onder wie Eugeen Callewaert en Omer Vermandele.

## Eerbetoon
- Zijn naam staat vermeld op het Vredesmonument in Lichtervelde.
- Zijn naam staat vermeld op de opstaande plaat van de graftombe van de terechtgestelden op de gemeentelijke begraafplaats in Lichtervelde (niet op de tombe).[7]
- Bank van Brussel heeft in de jaren '80 een video gemaakt van de geschiedenis van de Bank. Een hoofdstuk heette "Hulde aan de helden van onze Bank". Hierin werd onder anderen hulde gebracht aan de persoon van Omer Vermandele.